# همه‌چی تمومه (ترانه کالوین هریس و د ویکند)
«همه‌چی تمومه» (به انگلیسی: Over Now) ترانه‌ای از تهیه‌کننده موسیقی اهل اسکاتلند کالوین هریس و خواننده اهل کانادا د ویکند است که در ۲۸ اوت ۲۰۲۰ منتشر شد. این ترانه برای اولین بار توسط د ویکند در یک کنسرت مجازی کمی قبل از اعلام ترانه اعلام شد.